# Gerhard Eckert
Gerhard Eckert (* 12. Februar 1912 in Oberlößnitz; † 20. Mai 2009) war ein deutscher Medienwissenschaftler, Schriftsteller, Journalist und Publizist zu den Themen Kochen, Reisen und Rundfunk.

## Leben und Wirken
Eckert wurde im Februar 1912 in der sächsischen Landgemeinde Oberlößnitz geboren, einem Villenvorort von Dresden und heutigem Stadtteil von Radebeul. Nach seinem Abitur vor Ort studierte er in Dresden und an der Friedrich-Wilhelms-Universität Berlin die Fächer Germanistik, Zeitungswissenschaft und Kunstgeschichte. Thema seiner Dissertation bei Emil Dovifat am Institut für Zeitungswissenschaften waren 1936 der noch junge Tonfilm und das Hörspiel (Gestaltung eines literarischen Stoffes in Tonfilm und Hörspiel). Seine Habilitation 1941 hatte das Thema Rundfunk als Führungsmittel. Zu jener Zeit veröffentlichte er auch unter dem Namen Gerd Eckert.
Während seines Kriegsdienstes im Zweiten Weltkrieg arbeitete er als Hörfunkjournalist beim Soldatensender Belgrad.
Nach dem Krieg begann er seine Autorenlaufbahn im bayerischen Altötting, schrieb als freier Autor zuerst für Zeitschriften. In dieser Zeit erwarb er sich einen Ruf als Fernsehtheoretiker, 1953 erschien seine Analyse Die Kunst des Fernsehens. Eckert gehörte Ende der 1950er Jahre zu den Befürwortern eines deutschen Privatfernsehens. So verfasste er das Gutachten zur Gründung der ersten deutschen Privatfernsehanstalt, der Freies Fernsehen Gesellschaft (FFG).
Später ließ er sich im ostholsteinischen Kükelühn nieder, wo er mit seiner Ehefrau und teilweise Mitautorin Anneliese Eckert in einem Bauernhaus lebte und arbeitete. Er übernahm das Amt des Vorsitzenden des dortigen Schriftstellerverbandes, das er bis 1989 innehatte.
Hauptsächlich dort entstanden seine weit über zweihundert Bücher, die ihm in Ostholstein den Beinamen „Schriftstellerkönig“ einbrachten. Eckert verfasste Kriminalromane, zahlreiche Reisebeschreibungen, Wanderführer, Anekdotensammlungen und Kochbücher. Mitautorin letzterer war seine Ehefrau Anneliese.
Nach der Wende besuchte er erstmals wieder seine sächsische Heimat, wo er zahlreiche neue Kontakte knüpfte und sein umfangreiches Schaffen bekannt machte.
Vier Jahre nach Eckerts Tod ließ seine Witwe Anneliese sein letztes Werk herausgeben: Unter dem Titel Ich lebe noch gern finden sich die nachgelassenen „Aufzeichnungen seines unsteten, spannenden und so überaus abwechslungsreichen Lebens“, das immerhin 97 Jahre währte.